# 基督教惡魔學
基督教惡魔學（英語：Christian demonology）是一個以基督教觀點來研究恶魔的學術領域。主要基于《圣经》並包含對旧的與新约經文的釋經學，這些對經文的解釋，來自於早期基督教哲學家、修士，並結合了一些來自其他信仰的傳統和傳說。

## 发展
在一些基督教的傳統認知中，其他宗教的神靈被解釋或塑造成惡魔 。像是基督教的魔鬼以及五角星就是由早期其他宗教的仪式和图像演變而來的，並進一步的被基督教會視為一種邪惡的象徵。
自早期的基督教開始，惡魔學從簡單的「惡魔存在」發展成為一個複雜的研究領域，這種研究的原始思想源自於猶太教的惡魔學和基督教经文。基督教的惡魔學的研究在罗马天主教時期被深入的研究 ，其他许多基督教教会也讨论並確認了魔鬼的存在。

## 参見
- 驱魔
- 魔法书
- 巫术
- 基督教惡魔學中的性